# Szerzői Jogvédő Hivatal
A Szerzői Jogvédő Hivatal 1952-ben létrehívott állami szerv volt, amelynek kizárólagos hatásköre volt magyar szerzők bel- és külföldi szerzői jogainak kezelésére.

## Története
A szerzők érdekképviseletével Magyarországon 1907 és 1952 között a Magyar Szövegírók, Zeneszerzők és Zeneműkiadók Szövetkezete foglalkozott. Az államosítást követően jött létre a Szerzői Jogvédő Hivatal, mint állami intézmény, amely 1953 és 1996 között működött. A Hivatal egyes feladatai tekintetében a jogutódja 1997-től az Artisjus Magyar Szerzői Jogvédő Iroda Egyesület. Az Artisjus, mint egyesület, az 1996-ban  megszűnt hivatal feladatkörét vette át, és a zenei és irodalmi szerzői jogok közös jogkezelő szervezete lett Magyarországon 1997-től.

## Székhelye
Budapest, V. Vörösmarty tér 1.

## Főigazgatói, elnökei
- Benárd Aurél
- Tímár István főigazgató (1962 - nyugdíjazásáig)[2][3]
- Ficsor Mihály elnök
- Boytha György elnök (1975 - 1985)[4]
- Gyertyánfy Péter elnök[5]